# Waushara County
Das Waushara County ist ein County im US-amerikanischen Bundesstaat Wisconsin. Im Jahr 2020 hatte das County 24.520 Einwohner und eine Bevölkerungsdichte von 15,1 Einwohnern pro Quadratkilometer. Der Verwaltungssitz (County Seat) ist Wautoma, das nach einem Indianerhäuptling benannt wurde.

## Geografie
Das County liegt etwas östlich des geografischen Zentrums von Wisconsin und hat eine Fläche von 1651 Quadratkilometern, wovon 29 Quadratkilometer Wasserfläche sind.
An das Waushara County grenzen folgende Nachbarcountys:
|              | Portage County                      | Waupaca County   |
| Adams County |                                     | Winnebago County |
|              | Marquette County, Green Lake County |                  |

## Geschichte
Das Waushara County wurde 1851 aus Teilen des Marquette County gebildet. Benannt wurde es nach dem indianischen Wort für Gute Erde.

## Bevölkerung
Nach der Volkszählung im Jahr 2010 lebten im Waushara County 24.496 Menschen in 9963 Haushalten. Die Bevölkerungsdichte betrug 15,1 Einwohner pro Quadratkilometer. In den 9963 Haushalten lebten statistisch je 2,32 Personen.
Ethnisch betrachtet setzte sich die Bevölkerung zusammen aus 95,6 Prozent Weißen, 2,1 Prozent Afroamerikanern, 0,8 Prozent amerikanischen Ureinwohnern, 0,4 Prozent Asiaten, 0,1 Prozent Polynesiern sowie aus anderen ethnischen Gruppen; 1,0 Prozent stammten von zwei oder mehr Ethnien ab. Unabhängig von der ethnischen Zugehörigkeit waren 6,3 Prozent der Bevölkerung spanischer oder lateinamerikanischer Abstammung.
19,0 Prozent der Bevölkerung waren unter 18 Jahre alt, 59,2 Prozent waren zwischen 18 und 64 und 21,8 Prozent waren 65 Jahre oder älter. 47,5 Prozent der Bevölkerung waren weiblich.

Das jährliche Durchschnittseinkommen eines Haushalts lag bei 43.582 USD. Das Pro-Kopf-Einkommen betrug 22.587 USD. 12,3 Prozent der Einwohner lebten unterhalb der Armutsgrenze.

## Ortschaften im Waushara County
Citys
- Berlin1
- Wautoma

Villages
| - Coloma - Hancock - Lohrville | - Plainfield - Redgranite - Wild Rose |

Census-designated places (CDP)
- Pine River
- Poy Sippi
- Tustin

Andere Unincorporated Communities
| - Auroraville - Bannerman - Borth - Brushville | - Dakota - Fountain Valley - Metz2 - Mount Morris | - Saxeville - Silver Lake - Spring Lake - West Bloomfield |

1 – teilweise im Green Lake County

2 – teilweise im Winnebago County

## Gliederung
Das Waushara County ist neben den zwei Citys und sechs Villages in 18 Towns eingeteilt:
| Town               | Einwohner (2010) | FIPS     |
| ------------------ | ---------------- | -------- |
| Town of Aurora     | 985              | 55-03925 |
| Town of Bloomfield | 1052             | 55-08300 |
| Town of Coloma     | 753              | 55-16400 |
| Town of Dakota     | 1227             | 55-18475 |
| Town of Deerfield  | 737              | 55-19300 |
| Town of Hancock    | 528              | 55-32475 |

| Town                 | Einwohner (2010) | FIPS     |
| -------------------- | ---------------- | -------- |
| Town of Leon         | 1439             | 55-43500 |
| Town of Marion       | 2038             | 55-49425 |
| Town of Mount Morris | 1097             | 55-54825 |
| Town of Oasis        | 389              | 55-59225 |
| Town of Plainfield   | 550              | 55-63175 |
| Town of Poy Sippi    | 931              | 55-64975 |

| Town                | Einwohner (2010) | FIPS     |
| ------------------- | ---------------- | -------- |
| Town of Richford    | 612              | 55-67550 |
| Town of Rose        | 640              | 55-69425 |
| Town of Saxeville   | 986              | 55-71825 |
| Town of Springwater | 1274             | 55-76400 |
| Town of Warren      | 668              | 55-83425 |
| Town of Wautoma     | 1278             | 55-84650 |